# Wilhelm Ludwig von Lohse
Wilhelm Lud(e)wig Lohse, ab 1733 von Lohse († 29. August 1753), war ein königlich-polnischer und kursächsischer wirklicher Kammerrat im Hochstift Naumburg sowie Rittergutsbesitzer, der für seine Verdienste vom Kaiser in den rittermäßigen Reichsadelsstand für das Reich und die Erblande erhoben worden ist.

## Leben und Wirken

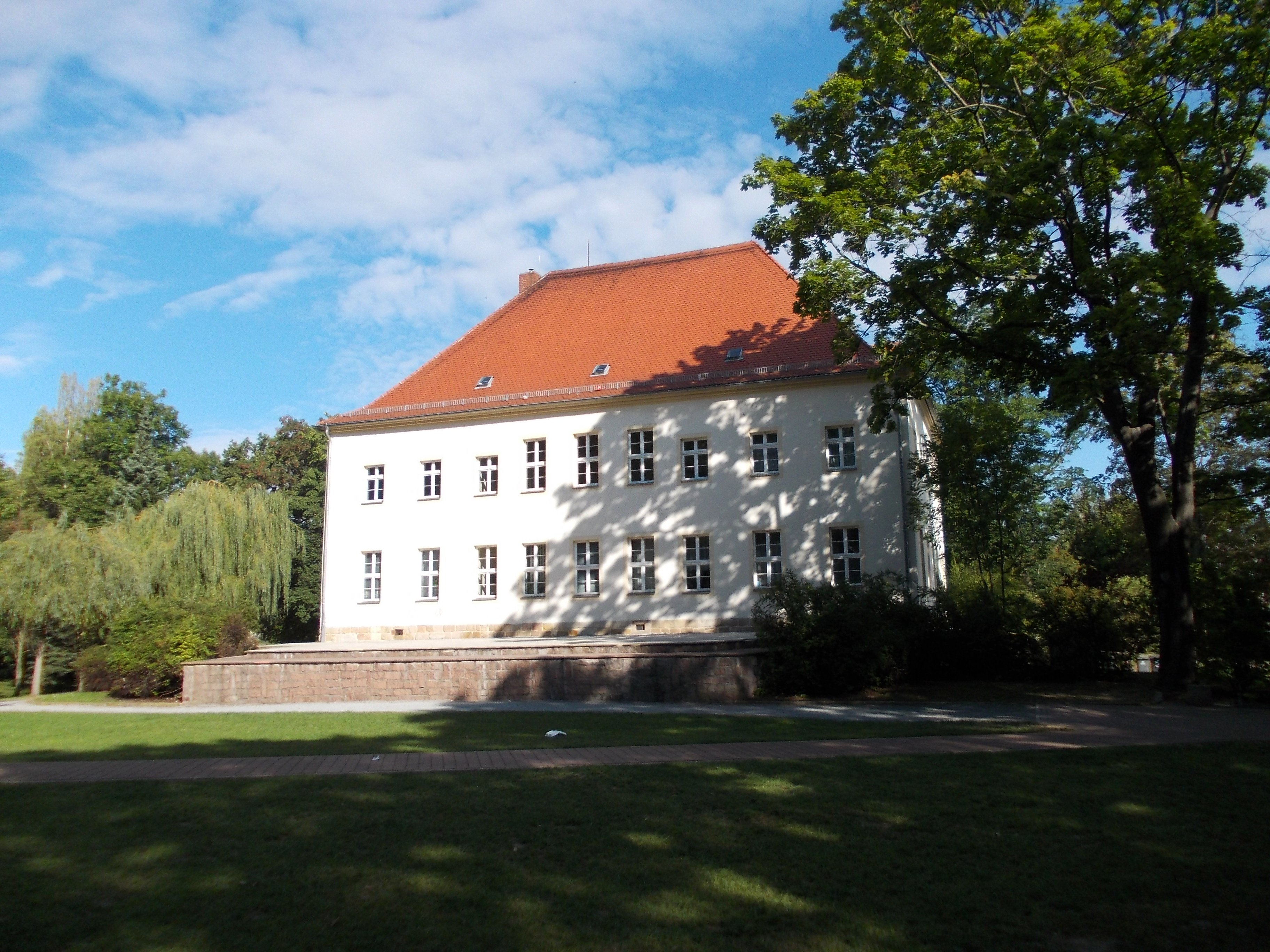
Schloss Teuchern bis 1753 im Eigentum von Wilhelm Ludwig von Lohse

Er stammte aus einer zu Reichtum gelangten niedersächsischen bürgerlichen Familie, die durch den Erwerb mehrerer Rittergüter im 18. Jahrhundert in den Adelsstand aufsteigen konnte. Am 31. Juli 1733 wurde er vom Kaiser nobilitiert. Diese Nobilitierung wurde später vom Kurfürsten von Sachsen anerkannt. Da Lohse keine männlichen Nachkommen hatte, fielen seine umfangreichen Besitzungen an seine Mitbelehnten, wozu u. a. die Kinder von Johann Heinrich Funcke (1678–1722) gehörten, die mit ihm verwandt waren. 
Zu seinen Besitzungen zählten die Rittergüter in den sächsischen Städten Schafstädt und Teuchern.